# 3 Idiots
3 Idiots es una película de 2009 dirigida por Rajkumar Hirani y protagonizada por Aamir Khan, R. Madhavan y Sharman Joshi. Está centrada en la amistad de tres estudiantes en una universidad de ingeniería y es una sátira sobre las presiones sociales bajo el sistema educativo indio.
Recibió un éxito comercial y crítico generalizado y fue la película más taquillera en su primer fin de semana en la India y la más taquillera de la historia de India en ese momento, además de tener la mayor recaudación durante la primera semana para una película de Bollywood por lo que fue incluida en los Récords Mundiales Guinness. También se convirtió en una de las pocas películas indias en el momento en tener éxito en los mercados del este de Asia, como China y Japón. Fue nominada a los destacados premios de Mejor Película Extranjera en el Festival Internacional de Cine de Beijing en China y el de Mejor Película Extranjera en la ceremonia de Premios de la Academia Japonesa.
Esta película tuvo diferentes remakes, como la mexicana 3 idiotas (2017), una en tamil titulada Nanban (2012), que también recibió elogios críticos y éxito comercial y otra en idioma télugu.

## Sinopsis
Los tres idiotas resultan ser tres estudiantes que ingresan a la carrera de ingeniería en una prestigiosa universidad. Una suerte de destino, los hace amigos inseparables que deben solidarizarse para sobrevivir a las inclemencias de un sistema educativo basado en la competencia, individualidad y “excelencia”. La amistad de Rancho, Raju y Farhan, se basa en la valores contrarios al sistema en el que se encuentran inmersos; compañerismo, comprensión, solidaridad, sinceridad, aventura y creatividad.
La película comienza con Raju y Farhan reuniéndose con un antiguo compañero, Chatur, para buscar a Rancho, un amigo con el que perdieron contacto hace alrededor de 10 años. Durante el viaje, a modo de recuerdo se nos presenta la historia su amistad y sus idas y vueltas en la carrera de ingeniería.
Rancho, representado por Aamir Khan, demuestra sus conocimientos, curiosidad y creatividad desde el primer día en la facultad. Todos los nuevos estudiantes se encuentran haciendo una especie de ritual de iniciación en el cual deben bailar y bajarse los pantalones, cosa que Rancho decide no hacer. El castigo a esta ofensa al grupo es orinar la puerta de su habitación, a esto Rancho responde con una sencilla trampa realizada con un alambre conectado a la corriente y una cuchara que coloca debajo de la puerta, al caer la orina, buen conductor de la electricidad, quien está orinando la puerta queda electrocutado, provocando que los demás se alejen.
Luego de este incidente, Raju, Farhan y Ranch entablan una amistad. Las actitudes del protagonista impactan a sus compañeros y profesores. La forma creativa, apasionada y despreocupada en que Rancho vive el aprendizaje lo convierte en un personaje muy querido e inspirador para sus amigos, y en una molestia para las autoridades estrictas y tradicionales de la institución.
Rajú y Farhan, tienen en común ser los hijos primogénitos y estar estudiando ingeniería como una exigencia familiar, además de ser los últimos en el listado de calificaciones. Toda familia hindú (según reseña la película) sueña con tener un hijo ingeniero, y ellos deben cumplir con esa tradición. 
Rajú  tiene interés y actitudes para la profesión, pero sus miedos y baja autoestima le impiden disfrutar de sus estudios y obtener un mejor rendimiento. Farhan, por su parte, no tiene interés por la ingeniería, su pasión está en una profesión muy distinta que lo acompaña en su cotidianidad: la fotografía. Rancho no tarda en darse cuenta de esto e incentiva a sus compañeros a enfrentar estas situaciones.
La convivencia en la universidad dista de ser perfecta. Se presenta como principal conflicto la figura de Viru el directos de la institución (referenciado por algunos estudiantes como "virus"), es él quien ejerce el control y quien tiene la última palabra sobre la carrera de los estudiantes. Para Viru la ingeniería y la excelencia son el centro, ninguna distracción es aceptable y toda desviación de éstos intereses merece ser castigada, incita la competitividad y la rivalidad entre sus estudiantes. La presión ejercida por el director, y por todo el sistema educativo, en la salud mental de los estudiantes es un tema recurrente en la película, llegando a un punto de extrema influencia cuando uno de los estudiantes se suicida luego de que Virus cancelara su graduación por no cumplir con la fecha de entrega de un proyecto. 
Tras una situación de extrema presión donde el director obliga a Raju a decidir entre su continuidad y la de Rancho en la facultad, éste también intenta suicidarse. Tras un prolongado coma producido por lanzarse por la ventana de la oficina de Viru, Raju se recupera a tiempo para su primer entrevista de trabajo. Esta situación ayuda a sus compañeros a tomar una nueva perspectiva y actitud en torno a sus carreras y sus vidas. Farhan logra hacer reflexionar a sus padres y que aceptaran que su pasión era la fotografía, permitiéndole abandonar la carrera y aceptar un trabajo con un destacado fotógrafo.
A a punto de presentar los exámenes finales los protagonistas se encuentran con un nuevo conflicto, Viru los expulsa del instituto culpándolos del robo de un listado de respuestas. Esa misma noche, en medio de una tormenta Rancho se dispone a marcharse del instituto cuando se encuentra con la hija mayor de Viru entrando en trabajo de parto. Con la ayuda de sus compañeros y la guía remota de Pía, estudiante de medicina, pareja de rancho e hija menor de Viru, Rancho colabora en el nacimiento del bebé creando un dispositivo para facilitar el parto.  Tras este acontecimiento Viru parece reflexionar sobre sus exigencias y le dice al niño recién nacido que puede ser lo que desee al crecer. 
Luego de la graduación Rancho desaparece, 10 años más tarde, con la ayuda de Chatur, un rival de los amigos, lo encuentran en la escuela de una pequeña población costera. Rancho puso sus conocimientos a la disposición de niños. La escuela parece no estar basada en la repetición de contenidos, sino en la creación y solución de los problemas reales de la comunidad. Tras el reencuentro, los amigos se enteran de que Rancho además de la escuela posee la patente de muchos inventos y está planeando una colaboración con la empresa en que trabaja su antiguo compañero y rival Chatur. 

## Reparto
| Actor            | Personaje                                  | Descripción |
| ---------------- | ------------------------------------------ | --- |
| Aamir Khan       | Ranchoddas "Rancho" Shamaldas Chanchad     | uno de los tres amigos de la facultad de ingeniería. Desaparece después de graduarse y es buscado por sus dos amigos de la universidad. Rancho, como estudiante, era notablemente ingenioso y le desagradaba la inhumanidad del sistema universitario. Sobre el final del film se devela que él es el afamado científico empresario Phunsukh Wangdu. También enseña a los niños pequeños cuando se toma un descanso de la investigación. |
| R. Madhavan      | Farhan Qureshi                             | Uno de los miembros del trío de amigos. Narrador del film. Su padre le convenció de que estudie ingeniería sobre en lugar de fotografía de vida silvestre; al final, se muestra que ha publicado varios libros de fotografías. |
| Sharman Joshi    | Raju Rastogi                               | el tercero de los amigos. En la historia presente es un adinerado ejecutivo que vive en Delhi. En los flashbacks, se muestra que viene de una familia empobrecida que no pudo pagar el automóvil que se exigiría como dote para su hermana. |
| Kareena Kapoor   | Pia Sahastrabuddhe                         | doctora, la hija más joven de Viru. Se enamora de Rancho. |
| Boman Irani      | el Dr. Viru Sahastrabuddhe (Virus)         | el estricto director de la universidad a la que asisten Rancho y sus amigos. Se aferra obstinadamente a un método doctrinal de enseñanza, enfrentándose a Rancho. |
| Omi Vaidya       | Chatur Ramalingam (Silencer)               | En el presente es vicepresidente de la compañía americana Rockledge Corporation. |
| Rahul Kumar      | el joven Manmohan, apodado Millimeter      | un adolescente que se gana la vida haciendo mandados para los estudiantes. Rancho lo convence de que comience a estudiar. |
| Dushyant Wagh    | el adulto Manmohan (Centimetre)            | asistente de Phunsukh Wangdu en Ladakh. |
| Ali Fazal        | Joy Lobo                                   | uno de los estudiantes. Luego de que Viru le dijera que no se graduaría, Joy se suicida. |
| Javed Jaffrey    | el verdadero Ranchoddas Shamaldas Chanchad | Es por medio de él que Raju y Farhan se enteran de la verdad: que el padre de Chanchad apadrinó a un sirviente huérfano llamado 'Chhote', que había demostrado su inteligencia y amor por el aprendizaje, para obtener un título en su nombre, mientras que el verdadero Ranchoddas estaba en Londres. Valora lo que Chhote hizo por él y por es les dice a Raju y a Farhan dónde encontrar a quienes ellos estaban buscando.            |
| Parikshit Sahni  | Mr. Qureshi                                | padre de Farhan. |
| Farida Dadi      | Mrs. Qureshi                               | madre de Farhan. |
| Sanjay Lafont    | Suhas Tandon                               | el exnovio de Pia. |
| Mona Singh       | Mona Sahastrabuddhe                        | hermana mayor de Pia y la hija más grande de Virus. |
| Amardeep Jha     | Mrs. Rastogi                               | madre de Raju. |
| Jayant Kripalani | Entrevistador.                             | |
| Arun Bali        | Shamaldas Chanchad                         | padre de Ranchoddas Shamaldas Chanchad. |

## Producción
El rodaje comenzó en julio de 2008 y tuvo lugar en Delhi, Bangalore, Mumbai, Ladakh, Chail y Shimla.

La Biblioteca del Instituto Indio de Administración de Bangalore.
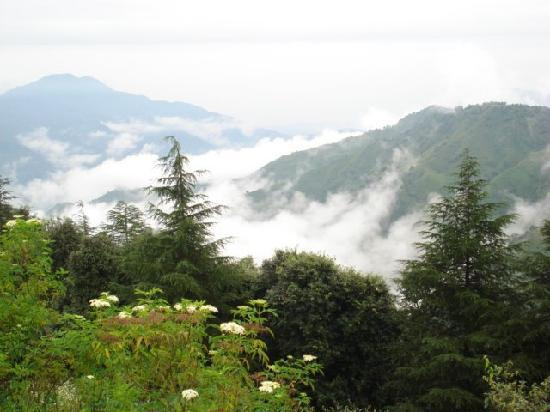
Paraje Chail, en Himachal Pradesh.
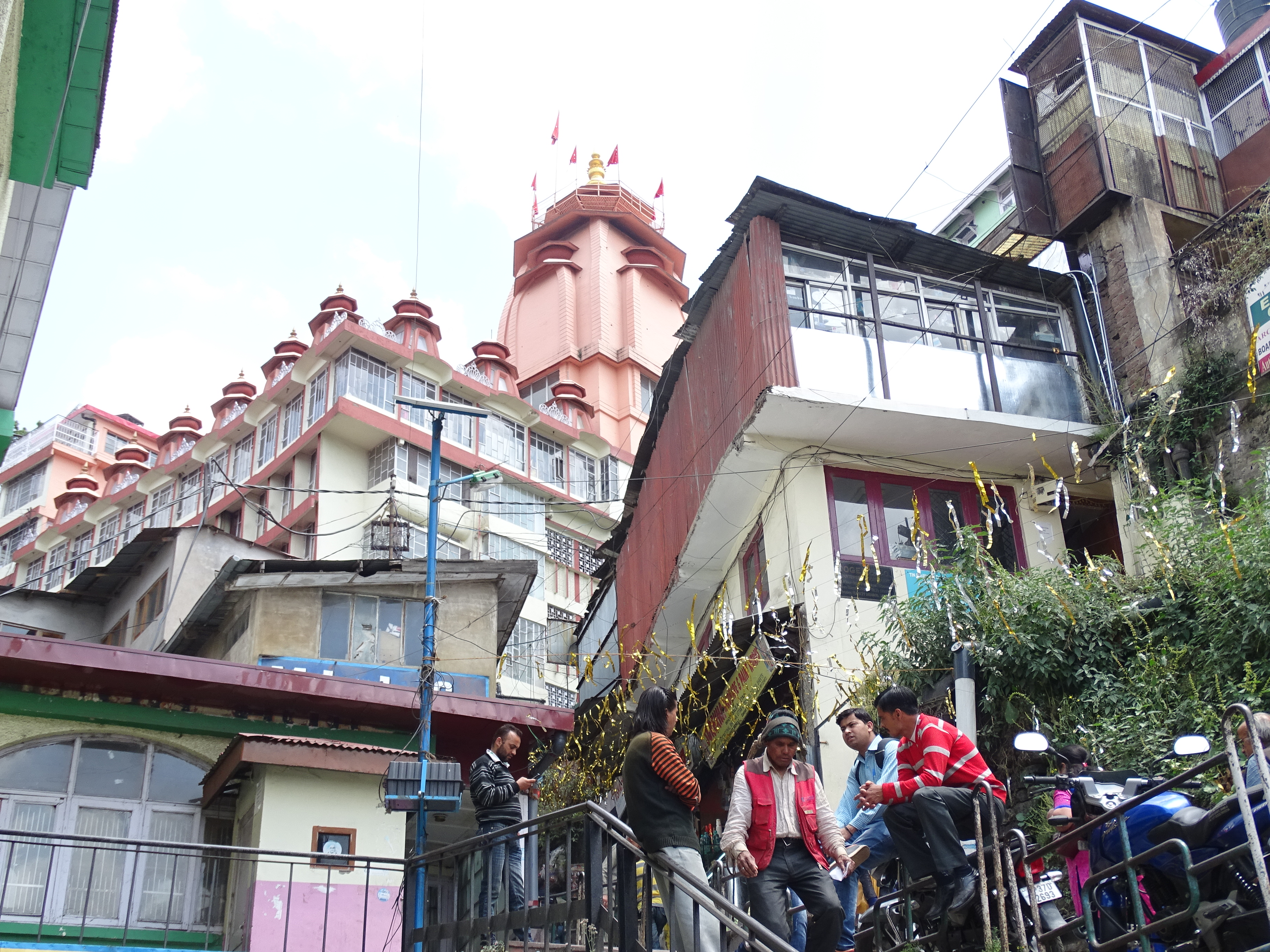
Mall Road, en Shimla.

### Banda sonora
La banda de sonido fue compuesta por Shantanu Moitra con letras de Swanand Kirkire e incluye los siguientes temas:
| Track listing |                           |                                                  |          |  |
| N.º           | Título                    | Intérprete                                       | Duración |  |
| 1.            | «Aal Izz Well»            | Sonu Nigam, Shaan, Swanand Kirkire               | 4:34     |  |
| 2.            | «Zoobi Doobi»             | Sonu Nigam, Shreya Ghoshal                       | 4:06     |  |
| 3.            | «Behti Hawa Sa Tha Woh»   | Shaan, Shantanu Moitra, Benny Dayal, Naresh Iyer | 4:59     |  |
| 4.            | «Give Me Some Sunshine»   | Suraj Jagan, Sharman Joshi, Rahat Fateh Ali Khan | 4:05     |  |
| 5.            | «Jaane Nahin Denge Tujhe» | Sonu Nigam                                       | 3:30     |  |
| 6.            | «Zoobi Doobi» (Remix)     | Sonu Nigam, Shreya Ghoshal                       | 3:27     |  |
| 7.            | «Aal Izz Well» (Remix)    | Sonu Nigam, Shaan, Swanand Kirkire, Jaive Samsun | 4:41     |  |

## Recepción

### Crítica
En Rotten Tomatoes, la película tiene un 100% de calificaciones positivas, algo pocas veces visto en ese sitio. En 2013, el director Steven Spielberg elogió la película y dijo haberla visto 3 veces.
Dentro de su país, Nikhat Kazmi del periódico Times of India la calificó con 4 de 5 estrellas. Kaveree Bamzai de India Today le dio 5.

### Recaudación
La recaudación bruta mundial de la película fue de ₹ 459.96 millones de rupias (USD $ 90 millones), convirtiéndola en la película india de mayor recaudación hasta ese momento. La película fue incluida en los Récords Mundiales Guinness por haber tenido la mayor taquilla de una película de Bollywood.

### Premios
Entre los galardones que obtuvo dentro de India destacan los de Mejor película, y Mejor director y otras 4 categorías en los Premios Filmfare, 3 premios en los National Film Awards y 10, incluyendo Mejor película, Mejor director y Mejor actriz en la ceremonia de los Screen Awards.
Internacionalmente, fue nominada a Mejor película internacional en la entrega de Premios de la Academia Japonesa y en el Festival internacional de film de Beijing.

## Versiones
- En México se realizó una adaptación titulada 3 idiotas, estrenada en 2017, fue protagonizada por Alfonso Dosal, Martha Higareda, Vadhir Derbez, Christian Vázquez y Germán Valdez, bajo la dirección de Carlos Bolado.[15] Esta versión no recibió buenas críticas como la original.[16][17]
- Fue rehecha en tamil con el título de Nanban, en enero de 2012.[18] Con Vijay en uno de los papeles protagónicos.
- Su versión doblada en idioma telugu, Snehithudu, fue publicada el 26 de enero de 2012 en Andhra Pradesh con críticas positivas.